# San Francisco (chanson de Cascada)
Pour les articles homonymes, voir San Francisco (homonymie).
Singles de Cascada
Pyromania
(2010) Au Revoir
(2011)
Pistes de Original Me
Au Revoir
(2)
San Francisco est une chanson du groupe de dance allemand Cascada, enregistré au Plazmatek Studio de Cologne. Le single sort le 3 juin 2011 en Allemagne. Il s'agit d'un titre de leur album Original Me.

## Clip vidéo
Le clip San Francisco est disponible depuis le 6 mai 2011 sur YouTube.
La vidéo a été tournée à Toronto à la fin du mois de mars 2011. Il a été dirigé par Lisa Mann et la chorégraphie réalisée par Luther Brown.

## Singles

### Royaume-Uni
- Téléchargement (iTunes)[2]

1. San Francisco (Video Edit)
2. San Francisco (Extended Mix)
3. San Francisco (Cahill Remix)
4. San Francisco (Wideboys Remix)
5. San Francisco (Frisco Remix)
6. San Francisco (Lockout's San Frandisko Remix)

## Classements des ventes
| Pays                    | Meilleure position |
| ----------------------- | ------------------ |
| Allemagne               | 13                 |
| Autriche                | 14                 |
| Pays-Bas                | 34                 |
| Royaume-Uni             | 64                 |
| Royaume-Uni Dance Chart | 15                 |
| Slovaquie               | 40                 |

## Sorties
| Pays        | Date            | Format             | Label   |
| ----------- | --------------- | ------------------ | ------- |
| Allemagne   | 3 juin 2011     | CD, Téléchargement | Zooland |
| Royaume-Uni | 4 juillet 2011  | Téléchargement     | AATW    |
| États-Unis  | 4 novembre 2011 | Téléchargement     | Zooland |